# Glenea subcoeruleata
Glenea subcoeruleata là một loài bọ cánh cứng trong họ Cerambycidae.